# Ross Quinlan
John Ross Quinlan es un ingeniero informático, investigador pionero en los campos de la minería de datos y la teoría de la decisión. Ha contribuido de manera destacada al desarrollo de los algoritmos para crear árboles de decisión, inventando los algoritmos C4.5 e ID3.